# Klucz półotwarty

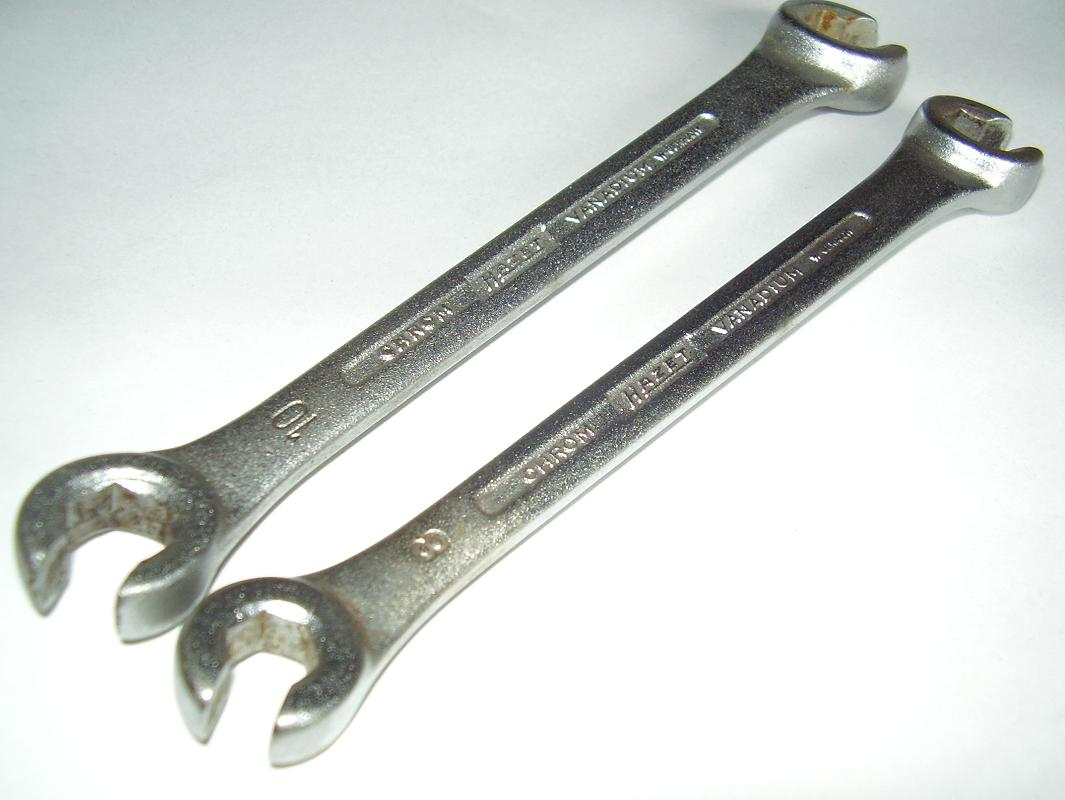
Klucze półotwarte 8 i 10 mm

Klucz półotwarty – typ klucza wykorzystywany w mechanice samochodowej (np. do odkręcania przewodów hamulcowych, paliwowych, hydraulicznych, pneumatycznych) lub podczas domowych, zwykłych prac, służący do przykręcania i odkręcania różnego rodzaju nakrętek oraz śrub. Składa się z rękojeści i części roboczej, co pozwala na dokładne chwycenie łba śruby (również w miejscach trudno dostępnych) i zmniejszenie ryzyka uszkodzenia odkręcanego elementu przez jego objechanie czy zjechanie.
Klucz półotwarty występuje w standardowych wymiarach metrycznych od 8 mm do 41 mm. Przeznaczony jest do śrub i nakrętek sześciokątnych w rozmiarach od 8 mm do 18 mm oraz dwunastokątnych w rozmiarach od 16 mm do 41 mm.